# The Gay Falcon
The Gay Falcon este un film american din 1941 regizat de Irving Reis. În rolurile principale joacă actorii  George Sanders, Wendy Barrie, Allen Jenkins și Nina Vale.

## Distribuție
- George Sanders ca Gay Lawrence, The Falcon (Șoimul)
- Wendy Barrie ca Helen Reed
- Allen Jenkins ca Jonathan "Goldie" Locke
- Nina Vale ca Elinor Benford
- Gladys Cooper as Maxine Wood
- Edward Brophy ca Detectiv Bates
- Arthur Shields ca Inspector Mike Waldeck
- Damian O'Flynn ca Noel Weber
- Turhan Bey ca Manuel Retana
- Eddie Dunn ca Detectiv Grimes
- Lucile Gleason ca Vera Gardner
- Willie Fung ca  Jerry

## Primire
Filmul a avut un profit de 108.000 $.

## Vezi și
- Listă de filme în genul mister din anii 1940